# Botnet Srizbi
Le botnet Srizbi, aussi connu sous les noms de Cbepblay et Exchanger, était réputé pour être l'un des plus grands botnets responsables d'une proportion significative du spam global. À son apogée, il générait près de 60 milliards de spams par jour, représentant jusqu'à 40 % des spams mondiaux,. Ce botnet reposait sur un vaste réseau de machines zombies infectées par le cheval de Troie Srizbi. Sa capacité d'opération a été fortement réduite à la suite de la fermeture de l'hébergeur McColo en novembre 2008.

## Taille
La taille du botnet Srizbi a été estimée à environ 450 000 machines compromises. Ce réseau pouvait émettre jusqu'à 60 milliards de spams par jour, soit plus de la moitié du volume total de spams à l'époque. Par comparaison, le botnet Storm émettait un maximum de 20 % du spam global lors de ses pics d'activité.
Après la fermeture de McColo, le botnet Srizbi a vu une forte diminution de son activité mais a partiellement repris opération grâce à des techniques avancées d'auto-rétablissement, telles que des domaines préprogrammés pour rétablir le contact avec les serveurs de commande et contrôle (C&C).

## Origine
Les premières activités du cheval de Troie Srizbi remontent à juin 2007. Conçu comme un rootkit, ce malware était capable de se cacher efficacement des systèmes de détection et d'utiliser les ressources des machines compromises pour émettre des spams de manière invisible pour l'utilisateur. En moins d'un an, Srizbi est devenu l'un des principaux botnets à l'origine des spams.